# Michael Martin
Michael L. Martin  (3 de fevereiro de 1932 - 27 de maio de 2015) foi um filósofo americano e ex-professor da Universidade de Boston  Ele obteve seu doutorado pela Universidade de Harvard em 1962.
Martin se especializou em Filosofia da Religião, embora ele também trabalhasse nas áreas de Filosofia da Ciência, Direito e Ciências Sociais. Ele foi autor ou editor de vários livros, incluindo Atheism: A Philosophical Justification (1989), The Case Against Christianity (1991), Atheism, Morality, and Meaning (2002), The Impossibility of God (2003), The Improbability of God (2006), e The Cambridge Companion to Atheism (2006). Além de ter participado do conselho editorial da revista de filosofia Philo.  Ele morreu em 2015, com idade de 83 anos. 

## Ateísmo
Em seu Atheism: a Philosophical Justification, Martin cita uma ausência geral de uma resposta ateísta no trabalho contemporâneo em filosofia da religião, e aceita a responsabilidade de uma defesa rigorosa da descrença como "sua cruz para carregar":
O objetivo deste livro não é fazer do Ateísmo uma crença popular ou mesmo superar a sua invisibilidade. Meu objetivo não é utópico. É meramente fornecer boas razões para ser ateu... Meu objetivo é mostrar que o ateísmo é uma posição racional e que a crença em Deus não é. Estou perfeitamente consciente de que as crenças Ateístas não são sempre baseadas na razão. Minha alegação é que elas deveríam ser. 

## Livros
Martin, M., & Monnier, R. (Eds.). (2003). The Impossibility of God. Amherst, NY: Prometheus Books.
Martin, M. (2002). Atheism, Morality and Meaning. Amherst, NY: Prometheus Books.
Martin, M. (1991). The Case Against Christianity. Philadelphia, PA: Temple University.
Martin, M. (1989). Atheism: A Philosophical Justification. Philadelphia, PA: Temple University.
Martin, M. (1987). The Legal Philosophy of H. L. A. Hart: A Critical Appraisal. Philadelphia, PA: Temple University Press.